# 利奧波多二世 (托斯卡納)
利奧波多二世（Leopoldo Giovanni Giuseppe Francesco Ferdinando Carlo，1797年10月3日—1870年1月29日），托斯卡納大公，1824年—1859年在位。

## 生平
利奧波多是費迪南多三世的次子（哥哥法蘭西斯科於5歲時夭折）。1824年，利奧波德繼承父親成為托斯卡納大公。
利奧波多被認為開明專制的君主，他在位期間支持新聞自由，並為義大利其他邦國的政治犯提供庇護。
1840年代，義大利各地出現改革、立憲的聲浪，托斯卡納也不例外。1845年到1846年，國內開始發生暴亂，利奧波多答應進行改革，但遭到奧地利的反對。1847年，利奧波多開始著手進行立憲。然而，國內的反奧情緒日漸高漲。對此，利奧波多發表了演講：
士兵們，倫巴底今天的草地正決定著義大利神聖的自由。米蘭的人民已經用鮮血換取了自由，如此英雄主義在歷史中有許多例子……榮耀的義大利軍！義大利獨立萬歲！
1848年，國內暴亂日趨激烈，內戰幾乎一觸即發。秋天的選舉結果，立憲派取得多數，同年立憲議會成立。然而，由於擔憂共和派的煽動，加上奧軍的勝利，利奧波多決定與奧地利的約瑟夫·拉德茨基·馮·拉德茨元帥和教宗庇護九世談判。因教宗的抗議，利奧波多最終拒絕接受立憲議會。
1849年2月，議會在利奧波多離國前往加埃塔時宣布成立共和國。然而，隨著薩丁尼亞國王卡洛·阿爾貝托被奧軍打敗的消息傳來，害怕被奧軍占領的市政委員會於4月篡奪了議會的權力並將利奧波多二世請回。事實上，奧軍的入侵其實是大公本人請求的。9月，利奧波多解散了國會。隔年，他詢問奧方是否應保留憲法，奧地利首相費利克斯則建議他去參考教宗、兩西西里國王、帕爾馬公爵以及摩德納公爵的意見。1852年，利奧波多撤銷了憲法，甚至將原本的立憲派監禁。即使奧軍於1855年離開托斯卡納，利奧波多早已變得不受歡迎。
1859年，第二次義大利獨立戰爭爆發，國內有相當多的年輕人加入了法國-薩丁尼亞的志願軍，同時要求利奧波多退位的呼聲也越來越高。4月，大公一家離開托斯卡納。7月，利奧波多二世將大公之位讓給兒子費迪南多，但此時托斯卡納已完全落入了薩丁尼亞的控制之下，利奧波多與斐迪南流亡至奧地利。
1870年，利奧波多於羅馬逝世。

## 家庭
1817年，利奧波多與薩克森公主瑪麗亞·安娜結婚，共有3個女兒：
- 卡羅琳（1822年—1841年），早逝
- 奧古絲塔·費迪南達（1825年—1864年），巴伐利亞王妃
- 瑪麗亞·瑪克西米莉安娜（1827年—1834年），夭折

1832年，瑪麗亞·安娜逝世。隔年，利奧波多與表妹兩西西里的瑪麗亞·安東妮亞結婚，共有5子5女：
- 瑪麗亞·伊莎貝拉（1834年—1901年）
- 費迪南多四世（1835年—1908年），1859年繼位為托斯卡納大公
- 瑪麗亞·特麗莎（1836年—1838年），夭折
- 瑪麗亞·克里斯蒂娜（1838年—1849年），早逝
- 卡爾·薩爾瓦多（1839年—1892年）
- 瑪麗亞·安娜女大公（1840年—1841年），夭折
- 蘭尼埃（1842年—1844年），夭折
- 瑪麗亞·路易莎（1845年—1917年）
- 路德維希·薩爾瓦多（1847年—1915年）
- 約翰·薩爾瓦多（1852年—1890年）